# FIFA 22
A FIFA 22 egy labdarúgó-szimulációs videojáték, amelyet az Electronic Arts adott ki a FIFA-sorozat részeként. Ez a FIFA-sorozat 29. kiadása, és világszerte 2021. október 1-jén jelent meg Microsoft Windows, Nintendo Switch, PlayStation 4, PlayStation 5, Xbox One és Xbox Series X/S konzolokra.

## Kiadások
A FIFA 22 két kiadásban, egy Standard Edition és egy Ultimate Edition formájában érhető el. Míg a sorozat korábbi játékaiban volt Champions Edition, a FIFA 22-ben nincs ilyen. Az Ultimate Editiont előrendelő játékosok számos bónuszt és négy nap korai hozzáférést kaptak.

## Újdonságok

### Hypermotion technológia
A FIFA 22 bevezeti a "Hypermotion" technológiát, amely motion capture adatokat használ 22 valós játékos egy teljes, nagy intenzitású futballmérkőzést játszott motion capture ruhákban. A játékosok mozgásából, szerelésekből, légi párharcokból és labdán belüli akciókból gyűjtött adatokat később felhasználva a FIFA 22-ben mind az egyének, mind a csapatok mozgása a pályán keresztül haladjon. Ez a funkció csak a PlayStation 5, Xbox Series X/S és  Google Stadia verzióiban érhető el.

## Kommentárok
A játék angol nyelvű változatában két új kommentátor is szerepel. Stewart Robson váltja Lee Dixont Derek Rae társkommentátoraként, míg Alex Scott Alan McInallyt váltja Alan McInally szerepében, aki a karrier módban a játékban a pontszámok frissítéséért felel. Scott az első női kommentátor a franchise történetében.